# Вильяфлорес (Чьяпас)
Вильяфлорес (исп. Villaflores) — город в Мексике, штат Чьяпас, входит в состав одноимённого муниципалитета и является его административным центром. Численность населения, по данным переписи 2020 года, составила 37 546 человек.

## Общие сведения
Во второй половине XVI веке доминиканские монахи основали монастырь Святой Екатерины для евангелизации местного населения, а позднее вокруг монастыря начала строиться деревня, которая получила название Санта-Катарина (исп. Santa Catarina).
9 ноября 1876 года губернатор Карлос Борда присвоил поселению статус посёлка с названием Катарина-Ла-Гранде (исп. Catarina La Grande).
3 ноября 1893 года губернатор Эмилио Рабаса присвоил поселению статус вильи и переименовал его Вильяфлорес, что с испанского языка можно перевести как — цветочный городок.
30 ноября 1944 года губернатор Рафаэль Паскасио Гамбоа присвоил поселению статус города.
В 1950 году в городе построено здание администрации.